# Centro de Cultura Lagoa do Nado
O Parque Municipal Fazenda Lagoa do Nado, em Belo Horizonte, sede do Centro de Cultura Lagoa do Nado, nasceu a partir de uma mobilização da comunidade, na década de 1980, com a finalidade de preservar o espaço verde de uma fazenda existente na área, calculado em 300.000 m², e que seria transformado em um condomínio. Após a vitória da comunidade, o espaço tornou-se uma área pública, dando lugar a um parque e a um centro cultural, localizado na antiga casa da fazenda, em dezembro de 1992.